# Луковски окръг
Луковски окръг (на полски: Powiat łukowski) е окръг в Източна Полша, Люблинско войводство. Заема площ от 1394,21 км2. Административен център е град Луков.

## География
Окръгът се намира в историческия регион Малополша. Разположен е в северозападната част на войводството.

## Население
Населението на окръга възлиза на 109 892 души (2012 г.). Гъстотата е 79 души/км2.

## Административно деление
Административно окръгът е разделен на 11 общини.
Градски общини:
- Луков
- Сточек Луковски

Селски общини:
- Община Адамов
- Община Войчешков
- Община Воля Мисловска
- Община Константинов
- Община Кшивда
- Община Луков
- Община Серокомля
- Община Станин
- Община Сточек Луковски

## Фотогалерия
- Луков
- Сточек Луковски